# Domitilla l'Aînée
Pour les articles homonymes, voir Flavia Domitilla (homonymie) et Flavie.
Flavia Domitilla Major ou Flavie Domitille (ou Domicille) l'Aînée (? - avant 69) est l’épouse de l'empereur Vespasien avec qui elle a trois enfants, Titus, Domitien et Domitilla la Jeune.

## Biographie
Ce que nous savons d’elle, nous le tenons de la biographie de Vespasien par Suétone : 

« Il épousa vers ce temps Flavia Domitilla, qui avait été jadis la favorite de Statilius Capella, chevalier romain de Sabrate en Afrique. Elle ne jouissait que du droit des Latins, mais un jugement de réintégration lui rendit l’entière liberté et le droit de cité romaine. Car elle fut réclamée par son père, Flavius Liberalis, né à Férentium qui n’était que le greffier d’un questeur. Il en eut trois enfants, Titus, Domitien et Domitilla. Il survécut à sa femme et à sa fille, et les perdit toutes deux avant d’arriver à l’empire. Après la mort de sa femme, il reprit son ancienne maîtresse Cénis, affranchie d’Antonia à laquelle elle servait de secrétaire. Il vécut avec elle, et, quand il fut sur le trône, elle tenait à peu près le rang de légitime épouse. »